# Ludwig Hilberseimer
Ludwig Hilberseimer (* 14. September 1885 in Karlsruhe; † 6. Mai 1967 in Chicago) war Architekt und Stadtplaner. Er lehrte am Bauhaus und am Illinois Institute of Technology (IIT).

## Leben
Ludwig Hilberseimer studierte von 1906 bis 1910 Architektur an der Technischen Hochschule Karlsruhe, ohne einen Abschluss zu erlangen. Danach arbeitete er ein halbes Jahr im Architekturbüro Behrens & Neumark in Bremen, bevor er 1911 nach Berlin zog. Bis 1914 war er Mitarbeiter im Büro von Heinz Lassen in Bremen. Später leitete er das Planungsbüro für Zeppelinhallenbau in Berlin-Staaken. Ab 1919 war er Mitglied des Arbeitsrates für Kunst und der Novembergruppe, arbeitete als selbständiger Architekt und Stadtplaner und veröffentlichte zahlreiche theoretische Schriften über Kunst, Architektur und Städtebau.
1926 gründete er mit Hugo Häring, Ludwig Mies van der Rohe und weiteren Kollegen die Architektenvereinigung „Der Ring“. 1929 wurde er von Hannes Meyer an das Bauhaus Dessau berufen. Er unterrichtete zunächst Bauen und Planen und ab 1930 unter Leitung des Mies van der Rohe die Fächer Stadtplanung und Siedlungswesen als Bauhaus-Meister.
1938 folgte er Mies van der Rohe an das Armour Institute of Technology, das spätere IIT nach Chicago. Dort lehrte er Städtebau und Regionalplanung bis kurz vor seinem Tod.

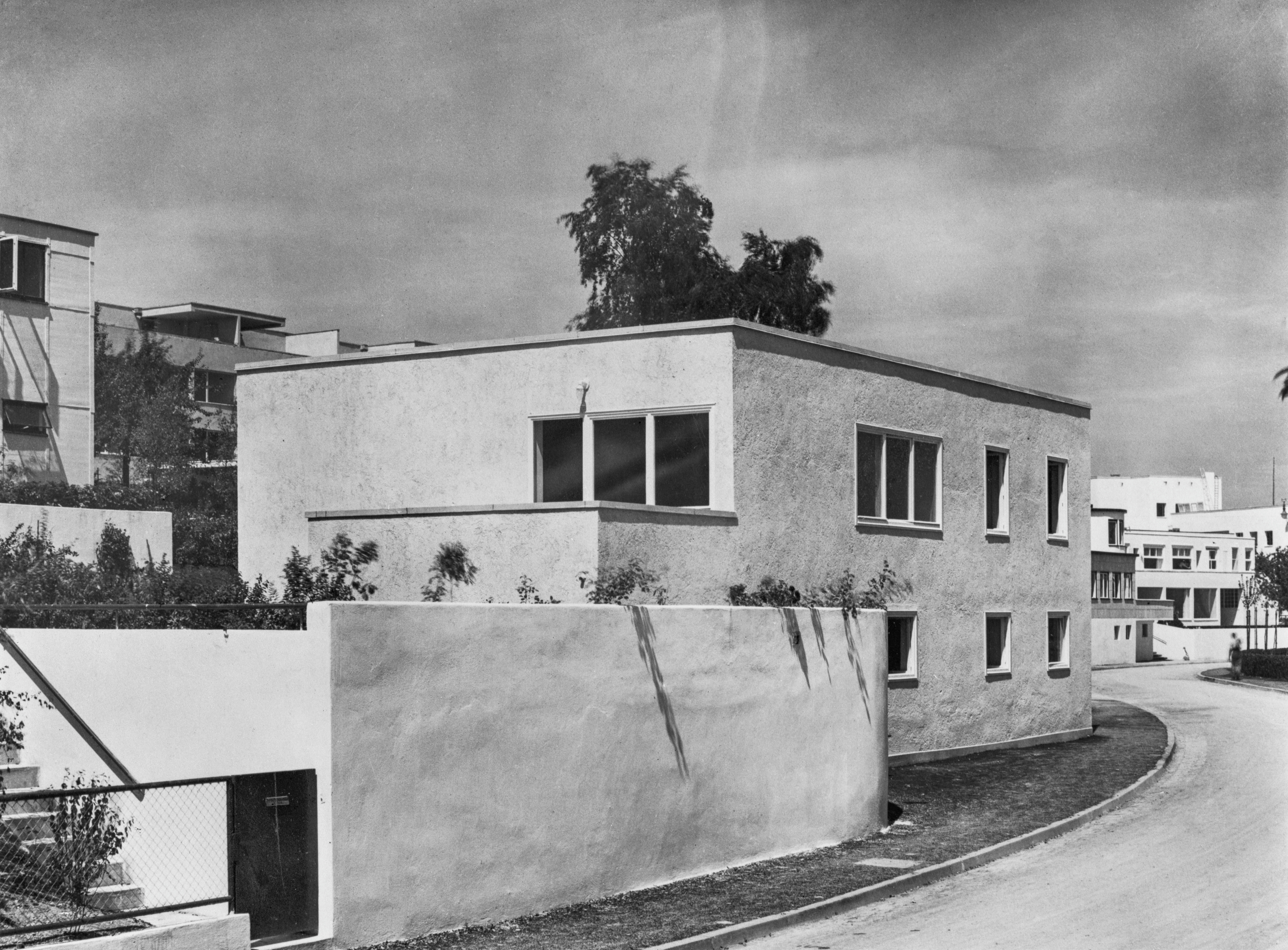
Haus von Ludwig Hilberseimer in der Weißenhofsiedlung (1927)

## Bedeutung
Hilberseimer nimmt unter den Architekten der klassischen Moderne eine Sonderrolle ein. Seine Bedeutung erlangte er weniger durch sein gebautes Werk als vielmehr durch seine umfangreichen theoretischen Schriften und Projekte. 1919 bis 1925 veröffentlichte er in Zeitschriften wie Sozialistische Monatshefte, Kunstblatt, Feuer, Der Einzige, G – Zeitschrift für elementare Gestaltung, Vesc, Block und Ma kunst- und architekturtheoretische Schriften.
Parallel entstanden zahlreiche städtebauliche Studien. Als Antwort auf die „Ville Radieuse“ von Le Corbusier ist sein Projekt „Hochhausstadt“ von 1924 zu verstehen, in dem eine „Geschäftsstadt“ und eine „Wohnstadt“ für 3 Millionen Einwohner vertikal übereinander gestapelt sind, vor allem um lange Fahrten von und zur Arbeit zu vermeiden. Die sterilen Straßenschluchten in den perspektivischen Darstellungen der „Hochhausstadt“ haben sein Image als dogmatischer Funktionalist nachhaltig geprägt.
Ab 1929 entwickelte Hilberseimer am Bauhaus städtebauliche Studien zur dezentralen Konzentration von Großstädten. Vor dem Hintergrund des wirtschaftlichen und politischen Niedergangs der Weimarer Republik entwickelte er ein universelles und global adaptierbares Planungssystem (The New City, 1944), das eine schrittweise Auflösung der Städte und eine völlige Durchdringung von Landschaft und Besiedlung vorsah. Um einen dauerhaften Ausgleich zwischen Mensch, Industrie und Natur herzustellen, sollten die Bewohner auf allen Maßstabsebenen gegen alle erdenklichen Katastrophen und Krisen abgesichert werden.
Im Lafayette Park in Detroit (1956–1963) wurde zusammen mit Mies van der Rohe und dem Landschaftsarchitekten Alfred Caldwell ausschnitthaft ein Teil der „New City“ umgesetzt. Vom 21. Oktober 2021 bis 6. März 2022 ehrte das Bauhaus-Museum Dessau Hilberseimer und seine Positionen mit der Ausstellung „Ludwig Hilberseimer. Infrastrukturen der Neuen Stadt“. Zentrale Themen der Ausstellung waren sein Buch „The New City“ und die Realisierung seiner Ideen im Lafayette Park. Auch Unterrichtsgegenstände und Entwurfszeichnungen aus dem Fundus des Bauhaus-Museums konnten seine Vorstellungen veranschaulichen.

## Werke
- Einfamilienhaus in Berlin-Zehlendorf[2][3]
- Rheinlandhaus, Belle-Alliance-Straße, Berlin.
- Wohnhaus in der Weißenhofsiedlung Stuttgart, 1927.
- Mit Ludwig Mies van der Rohe und Alfred Caldwell: Lafayette Park, Detroit, 1956–1963.

## Ausgewählte Publikationen
- Großstadtbauten. Aposs, Hannover 1925.
- Großstadtarchitektur. Julius Hoffmann, Stuttgart 1927.
- Kirchenbauten in Eisenbeton. In: Zentralblatt der Bauverwaltung. Nr. 42, 1927, S. 533–542 (zlb.de).
- Beton als Gestalter; mit Dr. Julius Vischer. Julius Hoffmann, Stuttgart 1928.
- Internationale neue Baukunst. Julius Hoffmann, Stuttgart 1927, Reprint. Neu herausgegeben und mit einem Nachwort versehen von Martin Kieren. Gebr. Mann Verlag, Berlin 1998, ISBN 978-3-7861-1984-5.
- Hallenbauten. J. M. Gerhardt, Leipzig, 1931.
- Flachbau und Flachbautypen. In: Moderne Bauformen, Jg. 31 (1932), S. 471–478 (Digitalisat).
- The New City. Principles of Planning. Paul Theobald, Chicago 1944. Digitalisat, Internet Archive. Ausgabe 2010: ISBN 1-171-86202-4. Ausgabe 2012: ISBN 978-1-4077-9208-8.
- The New Regional Pattern. Industries and Gardens. Workshops and Farms. Paul Theobald, Chicago 1949.
- The Nature of Cities. Origin, Growth, and Decline. Pattern and Form. Planning Problems. Paul Theobald, Chicago 1955.
- Mies van der Rohe. Paul Theobald, Chicago 1956.
- Entfaltung einer Planungsidee. Berlin 1963 (Bauwelt Fundamente; 6).
- Contemporary Architecture. Its Roots and Trends. Paul Theobald, Chicago 1964.
- Berliner Architektur der 20er Jahre. Florian Kupferberg, Mainz 1967 (Neue Bauhausbücher).